# Chorten Arena
Die Chorten Arena (zuvor Stadion Miejski, deutsch Städtisches Stadion, voller Name: Stadion Miejski w Białymstoku) ist ein Rugby- und Fußballstadion in der polnischen Stadt Białystok, Hauptstadt der Woiwodschaft Podlachien, im Nordosten des Landes. Es bietet derzeit 22.386 Zuschauerplätze und ist die Spielstätte des Fußballvereins Jagiellonia Białystok. Der Eigentümer des Stadions ist die Stadt Białystok.

## Geschichte
Das alte Stadion wurde 1971 erbaut, bot 6.000 Plätze und wurde bis 2010 genutzt.
Von 2010 bis 2014 wurde das alte Stadion komplett umgebaut. Der Stadionentwurf stammt aus dem Jahr 2007 vom Architekturbüro APA Kuryłowicz & Associoates. Als Generalunternehmer wurde das französisch-polnische Unternehmen Eiffage Polska Budownictwo S.A. ausgewählt. Das Angebot lag bei 156 Millionen Złoty (rund 37 Mio. Euro). Zwischendurch kam es beim Bau zu Verzögerungen. 2011 wurden von der Stadt wie von Eiffage die Bauverträge gekündigt. Beide Parteien in dem Streit zogen vor Gericht. Im Jahr darauf wurde ein Konsortium von Hydrobudowa Poland S.A. und dem spanischen Unternehmen Obrascón Huarte Lain (OHL) für den Weiterbau ausgewählt. Die neue Ausschreibung steigerte die Baukosten auf 254 Millionen Złoty (rund 66 Mio. Euro). Nach der Insolvenz von Hydrobudowa Poland übernahm OHL den Stadionbau bis zur Fertigstellung.
Am 18. Oktober 2014 fand die Wiedereröffnung statt. Mit der Einweihung fand das Fußballspiel Jagiellonia Białystok gegen Pogoń Stettin (5:0) statt. Zu dem Spiel kamen 21.196 Besucher, was bis heute Zuschauerrekord bedeutet. Die Veranstaltungsstätte fasst 22.386 Zuschauer auf seinen komplett überdachten Zuschauerrängen.
Am 17. September 2024 wurde die Einzelhandelskette Grupa Chorten Namenssponsor. Seitdem trägt das Stadion offiziell den Namen Chorten Arena. Der Vertrag läuft zunächst über fünf Jahre bis zum 17. September 2029. Der Wert des gesamten Vertrags liegt bei 4,055 Mio. PLN (netto, 968.983 Euro).

## Galerie

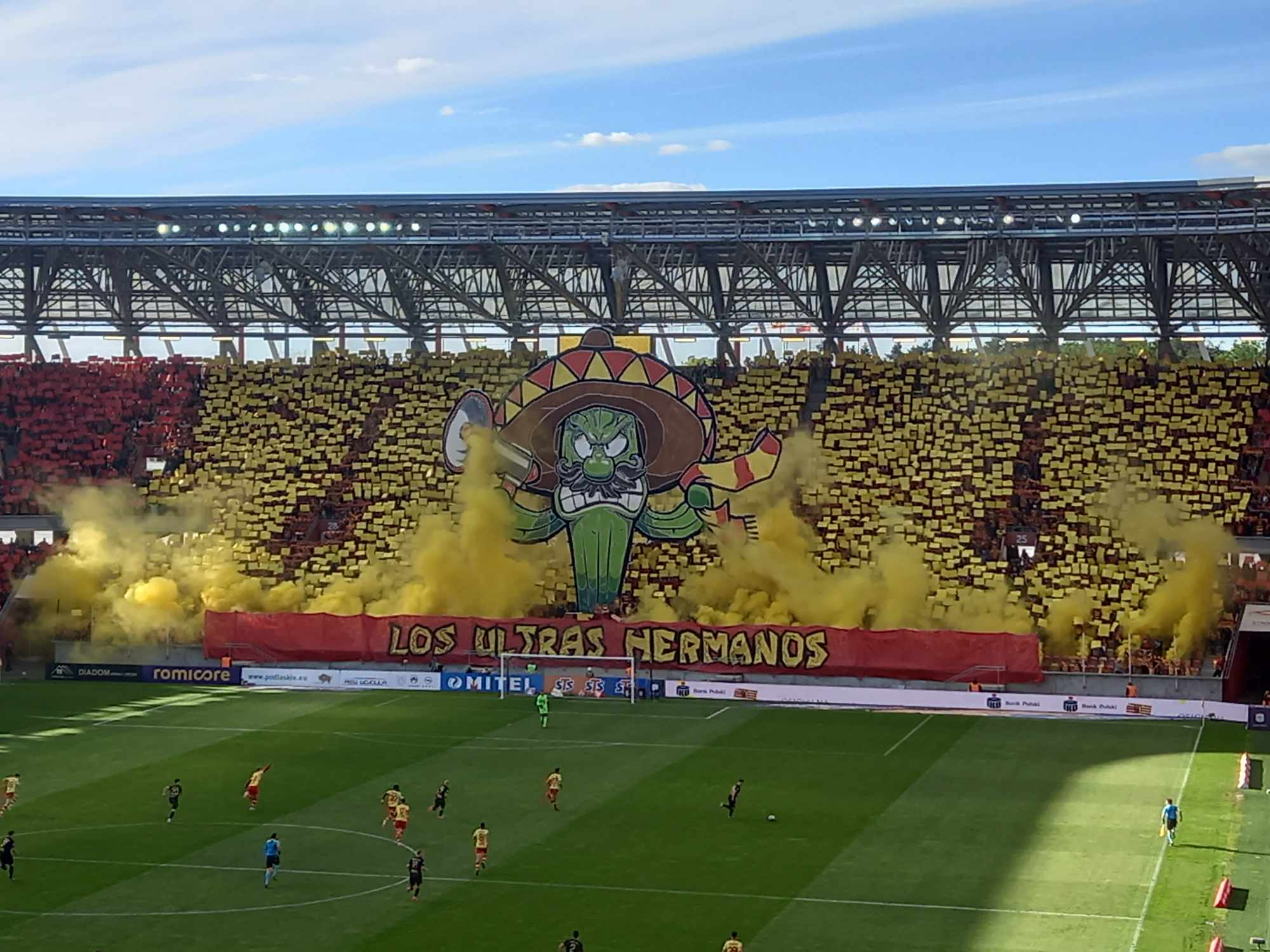
Fans am 11. Mai 2024 beim Spiel gegen Korona Kielce
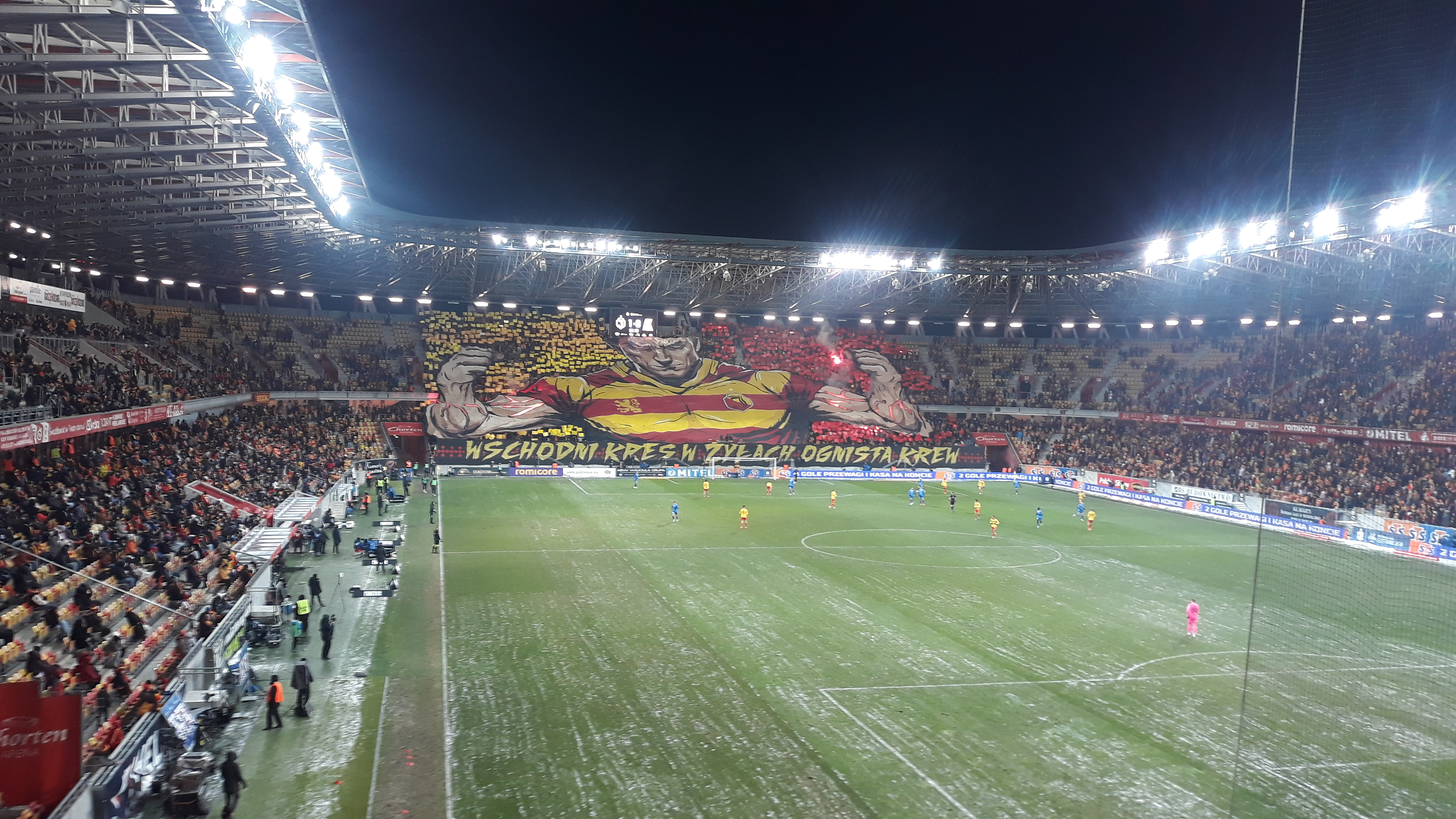
Choreografie am 16. Februar 2025 beim Spiel Jagiellonia Białystok gegen Motor Lublin